# 坎巴塔滕巴羅地區
坎巴塔滕巴羅地區（Kembata Tembaro Zone）是埃塞俄比亞南方各族州的其中一個地區，面積2,433.93平方公里，南面是北奧莫地區，西北面與哈迪亞地區接壤，北面是古拉蓋地區，東臨奧羅米亞州。根據埃塞俄比亞中央統計局2005年的資料，坎巴塔滕巴羅人口約1,045,138，其中男性521,274人，女性523,864人，8.8%居民住在市區，人口密度為每平方公里429.40人。